# Espanhac e Sent Auglari
Espanhac Sent Auglari (en francès Espagnac-Sainte-Eulalie) és un municipi francès situat al departament de l'Òlt i a la regió d'Occitània.

## Demografia
| 1962                                       | 1968 | 1975 | 1982 | 1990 | 1999 | 2007 |
| ------------------------------------------ | ---- | ---- | ---- | ---- | ---- | ---- |
| 67                                         | 82   | 67   | 77   | 68   | 73   | 83   |
| Des de 1962: població sense dobles comptes |      |      |      |      |      |      |

## Administració
| Període | Identitat              | Partit |
| ------- | ---------------------- | ------ |
| 2001-   | Martine Benet Bagreaux |        |